# Ідіс (міфологія)

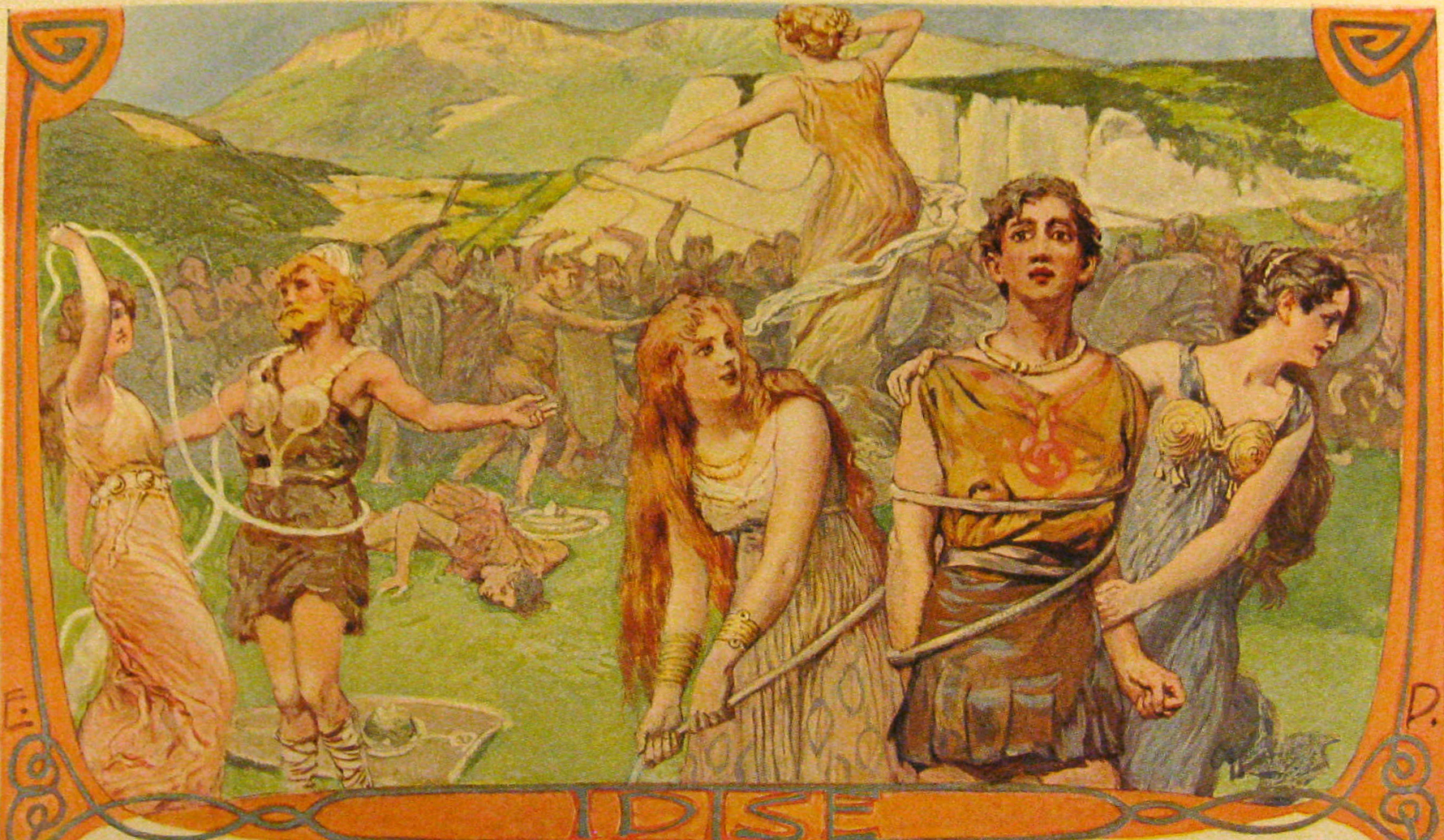
«Ідіс» (1905) Еміля Доплера.

Ідіс — богиня у германській міфології (давньосаксонська, множина idisi). Ідіс є спорідненим із давньоверхньонімецьким itis і давньоанглійським ides, що означає «шанована та гідна жінка». Зв'язки між Ідіс та північногерманськими Ідизи були припущені або теоретизовані; жіночі істоти, пов'язані з долею, а також змінений топонім Ідіставізо.

## Атестації

### Перше Мерзебурзьке заклинання
Одне з двох давньоверхньонімецьких Мерзебурзьких заклинань закликає жіночих істот — ідісі — зв'язувати та перешкоджати армії. У заклинанні йдеться:

"Одного разу ідіси сиділи, сиділи тут і там,
одні зв'язали кайдани, інші заважали війську,
інші кайдани розв'язали:
«Втеча від кайданів, втеча від ворогів».

### Беовульф
У давньоанглійській поемі «Беовульф» термін «іди» зустрічається кілька разів як означення жіночих істот.
У рядку 1074 і знову в рядку 1117 королева Гільдебур описується як іда, яка оплакує смерть свого родича після битви під Фінсбургом. У рядку 620 дружина Гротґара Велтеов описана як «іда Гельмінгів», а в рядку 1168 знову як «іда Скілдінгів».
У рядку 1259 мати турса Ґренделя згадується як іда.

## Теорії
Ідіси, згадані в першому Мерзебурзькому заклятті, зазвичай вважаються валькіріями. Рудольф Сімек каже, що «ці ідіси, очевидно, є різновидом валькірій, оскільки в норвезькій міфології вони також мають силу перешкоджати ворогам», і вказує на зв'язок з ім'ям валькірії Herfjötur (давньоскандинавське «військо-пута»). Гільда Елліс Девідсон порівнює заклинання з давньоанглійським оберегом Wið færstice і теоретично припускає схожу роль для них обох.
Сімек каже, що західногерманський термін Idisi (давньосаксонський idis, давньоверхньонімецький itis, англосаксонський ides) стосується «достойної, шанованої жінки (одруженої чи неодруженої), можливо, термін для будь-якої жінки, і тому приховує саме латинську matrona», і що зв'язок із північногерманським терміном dísir можна припустити, але це не безперечно. Крім того, існує топонім Ідізіавізо (що означає «рівнина Ідіс»), де сили під командуванням Армінія билися з військами під командуванням Германіка в битві на річці Везер у 16 р. н. Сімек вказує на зв'язок між іменем Ідісіавізо, роллю Ідісі в одному з двох Мерзебурзьких заклинань і валькіріями.
Щодо поняття dísir, Сімек стверджує, що давньоскандинавське dís з'являється зазвичай як просто термін для позначення «жінки», як і давньоверхньонімецьке itis, давньосаксонське idis та англосаксонське ides, і могло також використовуватися для позначення типу богині. За словами Сімека, «деякі з джерел Едди можуть привести нас до висновку, що дісір були валькіріями-охоронцями померлих, і справді, в Guðrúnarkviða I 19 валькірії навіть називаються Herjans disir — „дісіра Одіна“. У «Atlamál 28» дісір прямо названі померлими жінками, а вторинне вірування в те, що дісір були душами померлих жінок (див. fylgjur), також лежить в основі ланддісір в ісландському фольклорі». Сімек каже, що «оскільки функції матрон також були надзвичайно різноманітними — богині родючості, особисті охоронниці, а також богині-воїтельки — віра в дісір, як і віра у валькірій, норнів і матрон, може вважатися різними проявами віри в низку богинь».
Якоб Грімм припускає потенційний зв'язок з іменем скандинавської богині Ідунн та ідіс. Грімм стверджує, що «з первісною формою idis може бути пов'язана богиня Ідунн».